# Hypsiboas guentheri
Hypsiboas guentheri es una especie de anfibios de la familia Hylidae. Es endémica de Brasil.
Sus hábitats naturales incluyen bosques tropicales o subtropicales secos y a baja altitud, zonas de arbustos, marismas de agua dulce, corrientes intermitentes de agua, tierra arable, pastos, jardines rurales y zonas agrícolas inundadas.